# Chomontowa Droga
Chomontowa Droga (650 - 950  m n.p.m.) – leśna droga w Sudetach Zachodnich, w paśmie Karkonoszy.
Trakt długości 5,5 km pomiędzy Przełęczą Bierutowicką i Drogą Sudecką na zboczu Śląskiego Grzbietu w dolinie Myi.

## Szlaki turystyczne
Drogą biegnie szlak turystyczny:
- żółty Borowice - Polana[1].